# Budai Isaurus
Budai Isaurus, pater Isaurus (18. század – 19. század) kapucinus rendi szerzetes.
Magyar hitszónok és a magyar nemes ifjak tanítója volt Bécsben. 1796-ban Szent István napján a francia forradalom eszméi ellen tartott szónoklatot.

## Munkái
- Dicsőséges szent Istvánnak Magyarország első királyának dicsérete. Bécs, 1791 (névtelenűl)
- A józan szabadsággal és egyenlőséggel népét megboldogító keresztény király szent István. Uo. 1796
- Szent István Magyarország első királyának dicsérete. Uo. 1802
- A keresztyén az ájtatosságban; Haykul Antal, Bécs, 1805